# Чорний Антін Павлович
Чорний Антін Павлович (*17 січня 1891, Пашківська — †1973, Берасатегі, Аргентина) — український кубанський бандурист.

## Життєпис
Народився 17 січня 1891 р. у станиці Пашківський, що неподалік Катеринодара. Закінчив церковно-приходську школу, став учнем скрипаля Кубанського симфонічного оркестру. Водночас він продовжував навчання у двокласній школі, а потім — в учительській семінарії. Закінчивши її 1910 року, вчителював у станиці Брюховецькій.
Влітку 1913 р. став учнем заснованої Миколою Богуславським та Василем Ємцем кобзарської школи. Всі наступні 60 років свого життя Антін Чорний пов'язав із бандурою.
Як музично обдарованому, Антону бандуру подарували з Києва, майстер Антоній Паплинський. Оплатив видатки Микола Богуславський. Він же встановив стипендію, завдяки якій оплачувалася праця вчителя. 
Очевидно, саме такі якості й мав Антін Чорний, бо якраз його та учителя Семенихіна, а пізніше ще й осавула Василя Ляшенка й козачку Докію Дарнопих, виокремив Василь Ємець серед своїх учнів. Про Чорного Ємець казав, що це був «особливо… здатний козак».
З початком Світової війни Антона Чорного було мобілізовано до війська, а саме до 5-ї сотні Третього кубанського збірного полку. Відтак Чорного, як вчителя, направили здобувати військову науку до старшинської школи в м. Тифліс. Антону Чорному було надано чин молодшого урядника, потім його підвищили до хорунжого і скерували в розпорядження отамана Кубанського козацького війська. Тоді ж, у 1915-му, його направили до станиці Уманської в табір козаків запасу. 
У 1920 емігрував через острів Лемнос до Югославії.
Тут Антін Чорний із великим успіхом виступає з концертами. Югославська преса, зокрема така впливова газета як «Політика», публікує схвальні відгуки про кубанського бандуриста.  Потім була Польща, врешті Аргентина.
Тут, у містечку Берасатегі, що коло Буенос-Айреса, Антін Чорний виховав цілу плеяду учнів. Він вчив грі не тільки на бандурі, а й на скрипці та акордеоні. До того ж, був диригентом церковного хору в місцевій церкві. На еміграції видатний кубанський бандурист жив скромно — навіть не мав у хаті електрики. Вечорами майстрував бандури під світлом гасової лампи. Працював у залізничних майстернях передмістя Буенос-Айреса, ремонтував дерев'яні вагони. Одного разу керівник підприємства, довідавшись, що його працівник є музикантом, запропонував дати концерт для робітників майстерні. Виступ кубанського бандуриста аргентинці прийняли «із захопленням», довго не відпускаючи зі сцени та прохаючи нових і нових пісень. 
Помер у 1973 році в Аргентині.